# 강소연
강소연(예명: 로지, 1988년 5월 23일 ~)은 대한민국의 배우이자 가수이다.

## 방송
- 《슈퍼스타 서바이벌》(2006) - 9위
- 《제국의 아이들》(2009)
- 《야구 읽어주는 남자》(2010~2014)
- 《더 벙커 시즌1》(2013)
- 《스포츠 매거진》(2013~)
- 《분데스리가 쇼》(2014)
- 《야구 and the City》 (2015) - 진행
- 《나는 몸신이다》(2018)
- 《7전 8큐》(2018)
- 《마녀들》(2020~2021)
- 《솔로지옥》(2021~2022)

## 드라마
- KBS 드라마 스페셜 - 알젠타를 찾아서 (2015)
- 더 페이스테일 시즌1: 신대리야 (2016)
- 리치맨 (2018)

## 영화
- Mr. 아이돌 (2011)
- 희생부활자 (2017) - 국정요원6 역
- 수성못 (2018) - 희정 동창생 역
- 귀신의 향기 (2020) - 뽀뽀녀 역
- 여수 밤바다 (2020)

## 뮤지컬
- 더 굿 (2011)

## 연극
- 연극 소 - 광주 (2018)

## 음반
- 비歌 (2011)
- We The Party (2012)